# Alexandra Frosterus-Såltin
Alexandra Frosterus-Såltin (née le 6 décembre 1837 à Ingå et morte le 29 février 1916 à Vaasa) est une artiste peintre finlandaise.

## Biographie
Alexandra Frosterus-Såltinin est la fille de Benjamin Frosterus et de Vilhelmina Sofia af Gadolin, qui est la première femme à obtenir le baccalauréat finlandais.
La mère d'Alexandra meurt quand elle a sept ans. 
Alexandra passe sa jeunesse à Vaasa, à 14 ans elle entre à l'école de dessin de Turku, où elle est l'élève de Robert Wilhelm Ekman de 1852 à 1857.
L'école de dessin de Turku est l'une des premières écoles d'art en Europe à accepter des élèves féminines.
L'école de dessin de Turku lui donne une bourse d'études et elle part à 19 ans avec son frère pour étudier à Düsseldorf.
À cette époque les femmes n'étant pas acceptées à l'École d'art, elle doit prendre des leçons privées avec Otto Mengelberg de 1858 à 1862. 
Sur ses conseils Alexandra Frosterus-Såltin étudie l'anatomie et la peinture de portraits.
Elle étudie en Allemagne à deux reprises soit en tout pendant huit années.

## Carrière
En 1858, Alexandra Frosterus-Såltin débute par une Association des arts de Finlande. 
Ses motifs préférés sont les portraits d'enfants.
Après avoir reçu prix Ducat pour son œuvre Sokea soittaja herättää poikansa myrskyn lähestyessä, l'artiste part en 1862 poursuivre ses études à Paris où elle peut peindre des modèles vivants.
Son œuvre qui lui a valu le Prix Ducat est détruite en 1918.
L'hiver 1862–1863, elle étudie à l'atelier d'Ange Tissier à Paris, qui est le seul endroit à l'époque où les femmes peuvent étudier l'art.
En 1866, elle épouse le médecin de l'hospital de Vaasa Viktor Såltin et s'installe à Vaasa. 
Elle doit abandonner partiellement le dessin. Au bout de cinq ans son mari décède et elle est reste veuve avec trois enfants.
Robert Wilhelm Ekman meurt la même année et Alexandra Frosterus-Såltin le remplace comme professeur et peintre d'église.
En s'occupant de ses enfants dont le plus jeune a 9 mois, Alexandra Frosterus-Såltin se met a peindre des retables. 
Elle sera la plus productive des artistes d'art sacré du XIXe siècle en Finlande.
Le premier retable d'Alexandra Frosterus-Såltin est le Jésus au Gethsémani (1877) pour l'église de Törnävä.
On estime qu'elle a peint au moins 68 retables dont il en reste cinquante. 
Le dernier retable d'Alexandra Frosterus-Såltin est la Crucifixion peint en 1915 pour l'église de Ruokolahti.
En 1863, à Paris, elle a aussi peint une copie de la Descente de Croix, de Jean-Baptiste Regnault, qui sera installée en 1864 dans l'église de Mustasaari.
À côté de son travail de peintre, elle enseigne aussi à l'école de dessin de Turku de 1874 à 1889.

## Galerie de retables

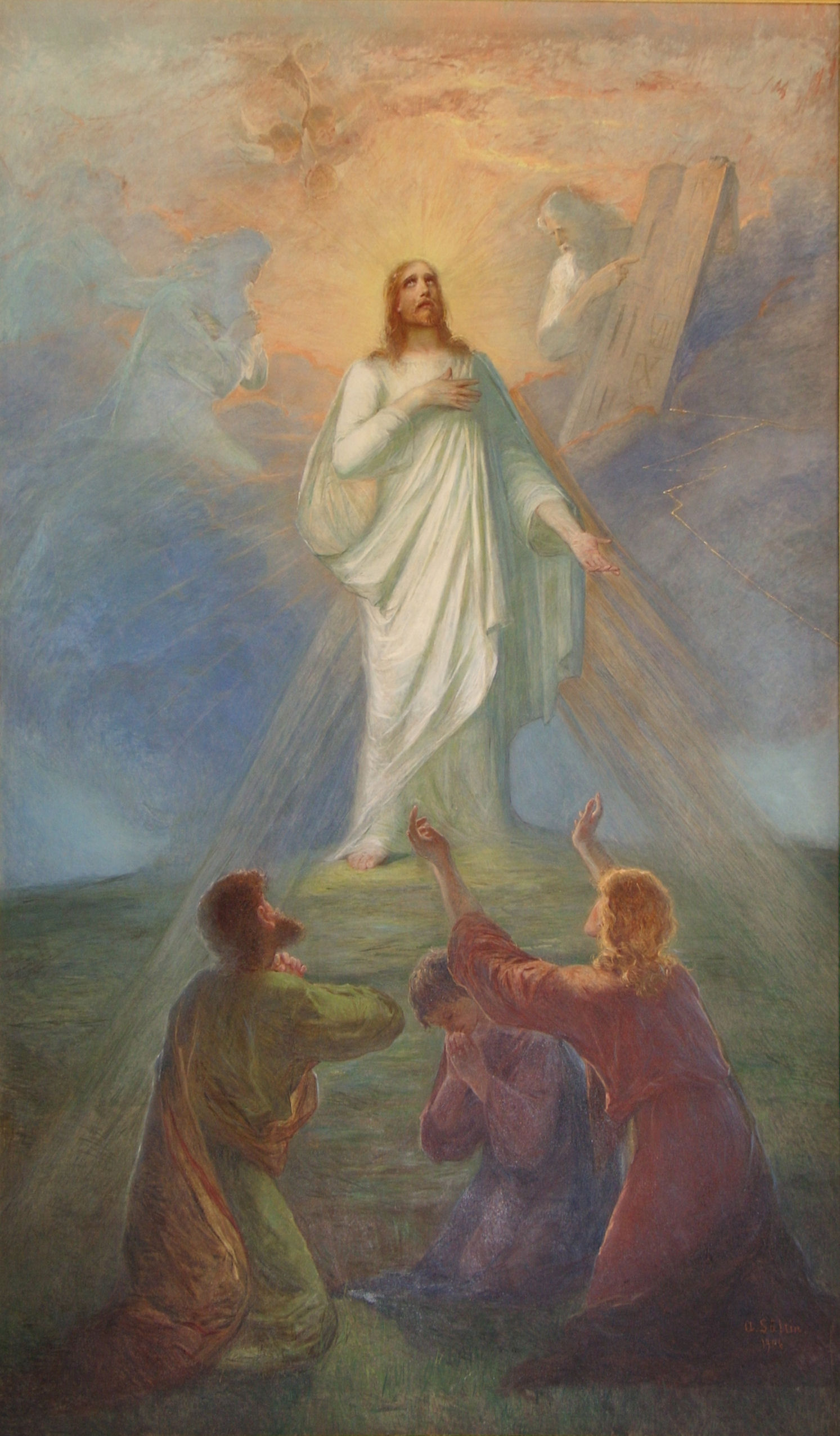
Église de Jalasjärvi
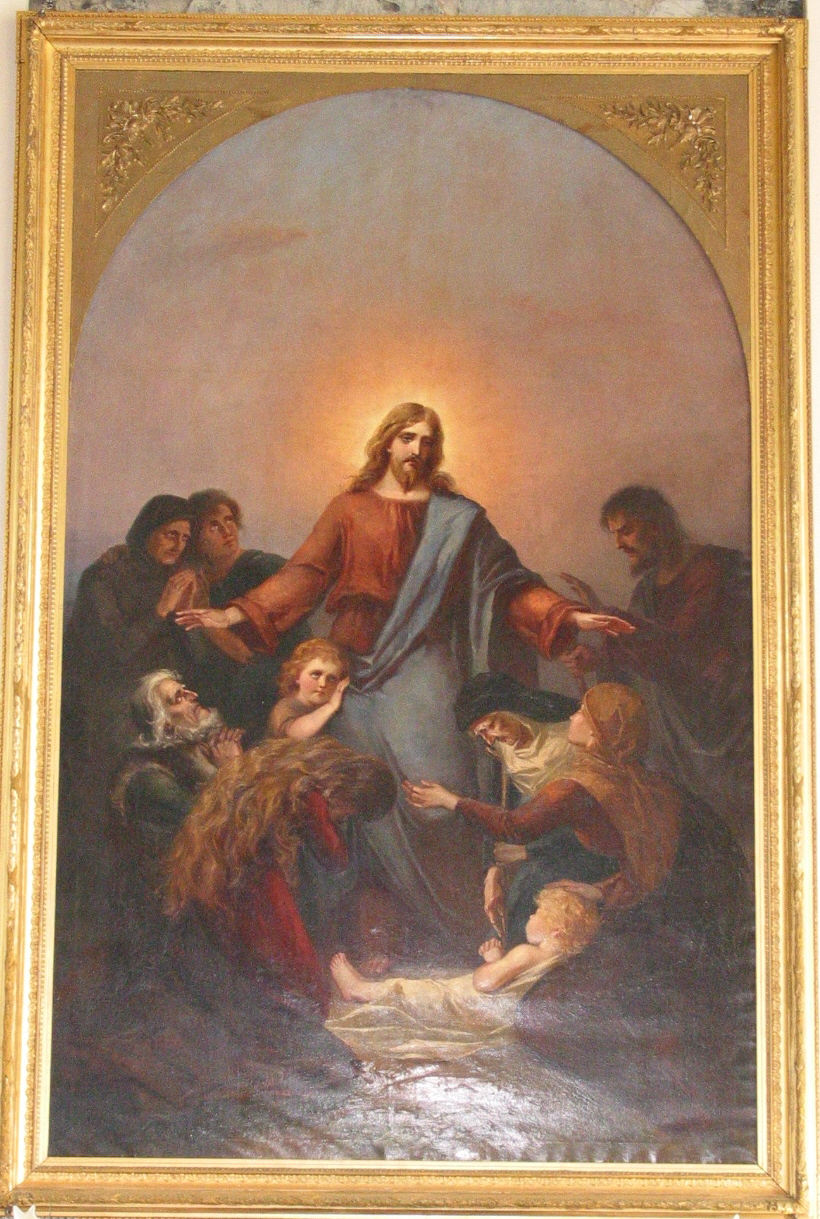
Église de Karjalohja
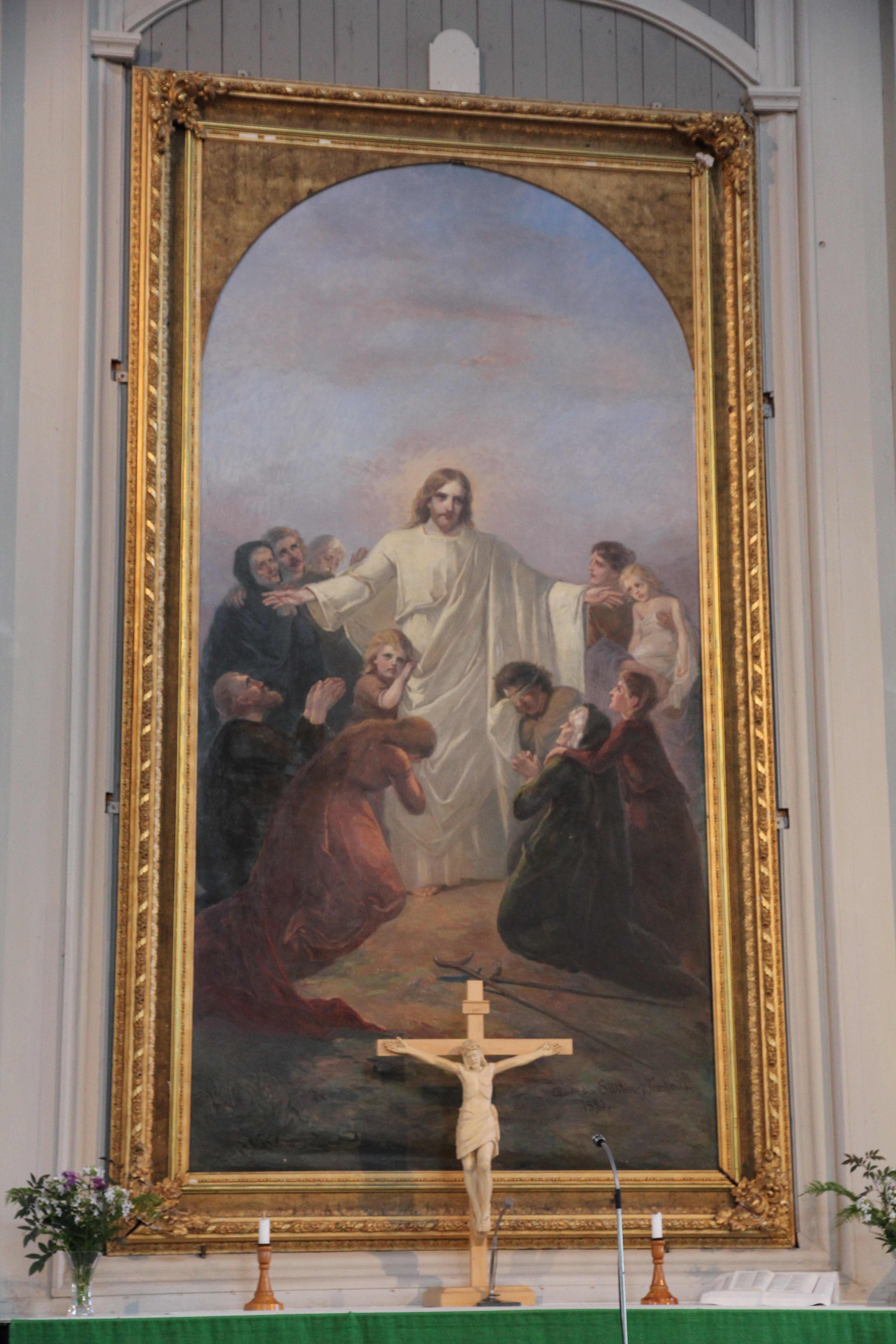
Église de Kerimäki
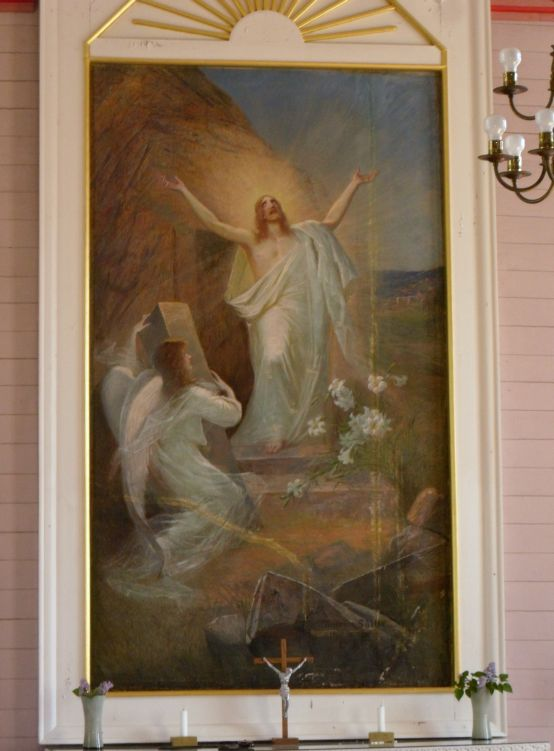
Église de Lavia

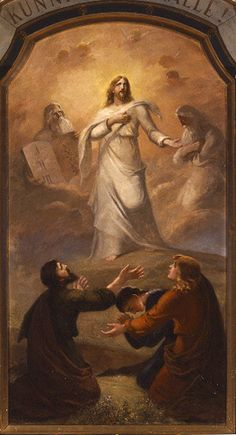
Église d'Iisalmi
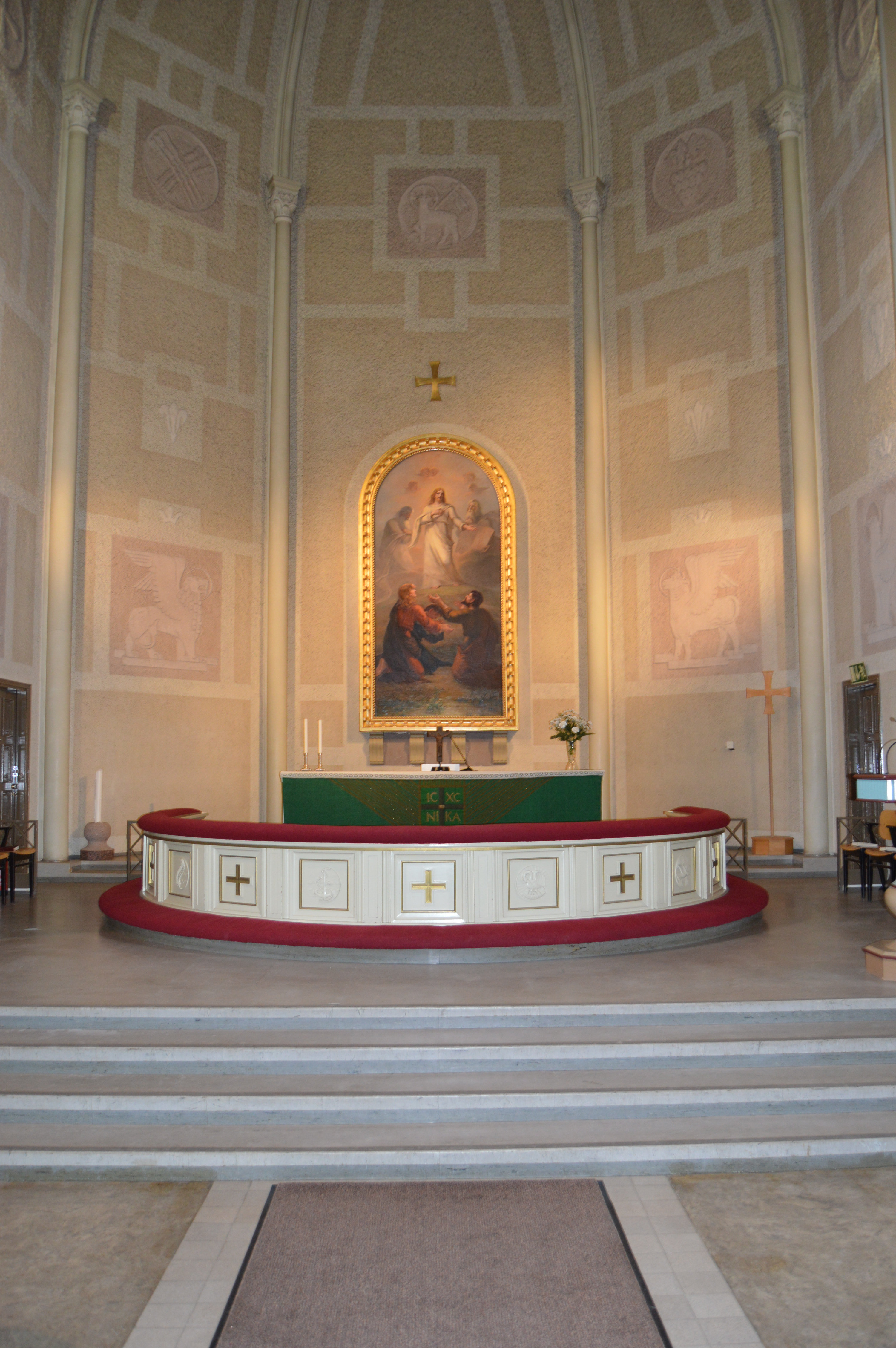
Église Alexandre de Tampere
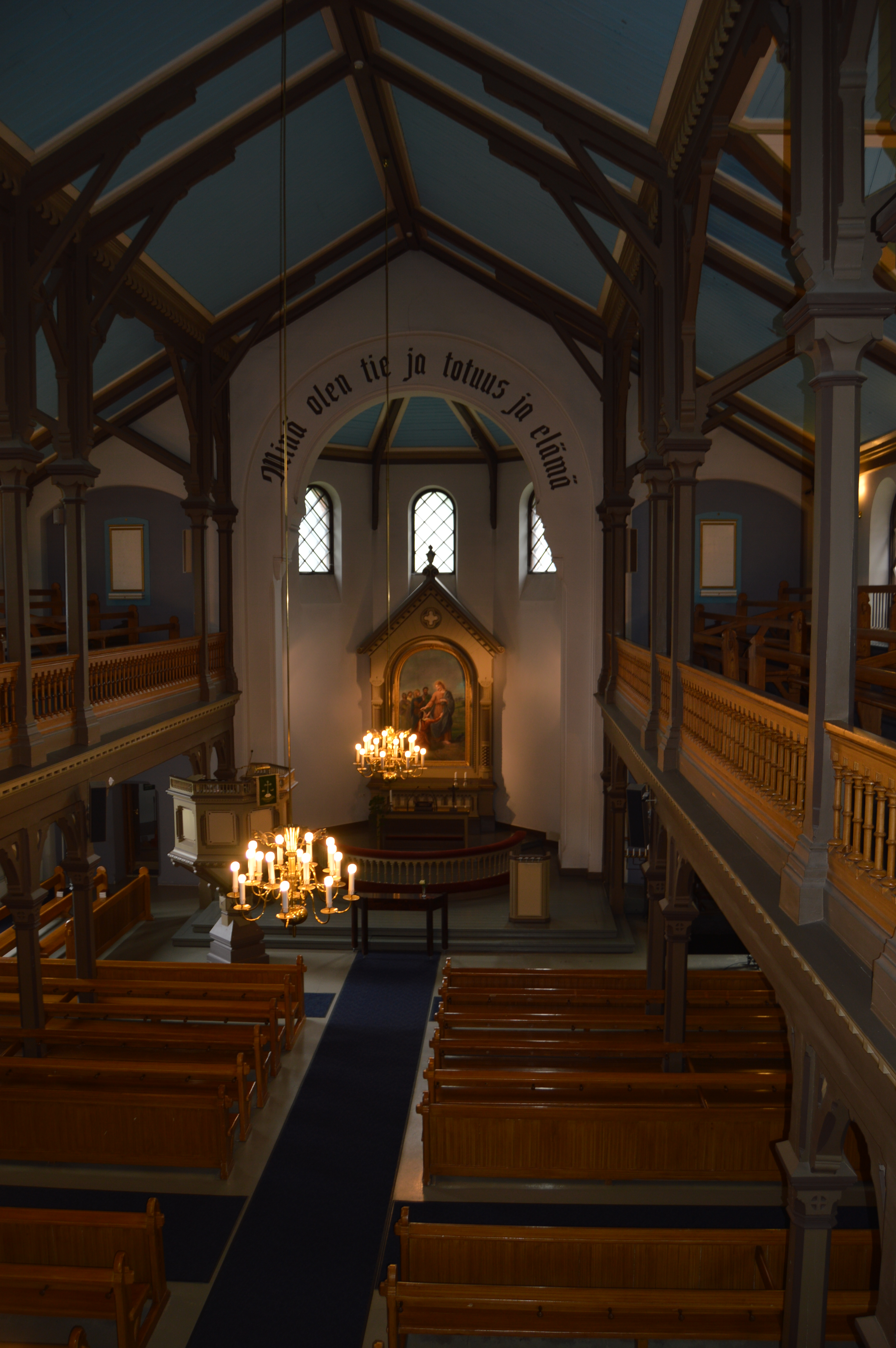
Église de Messukylä
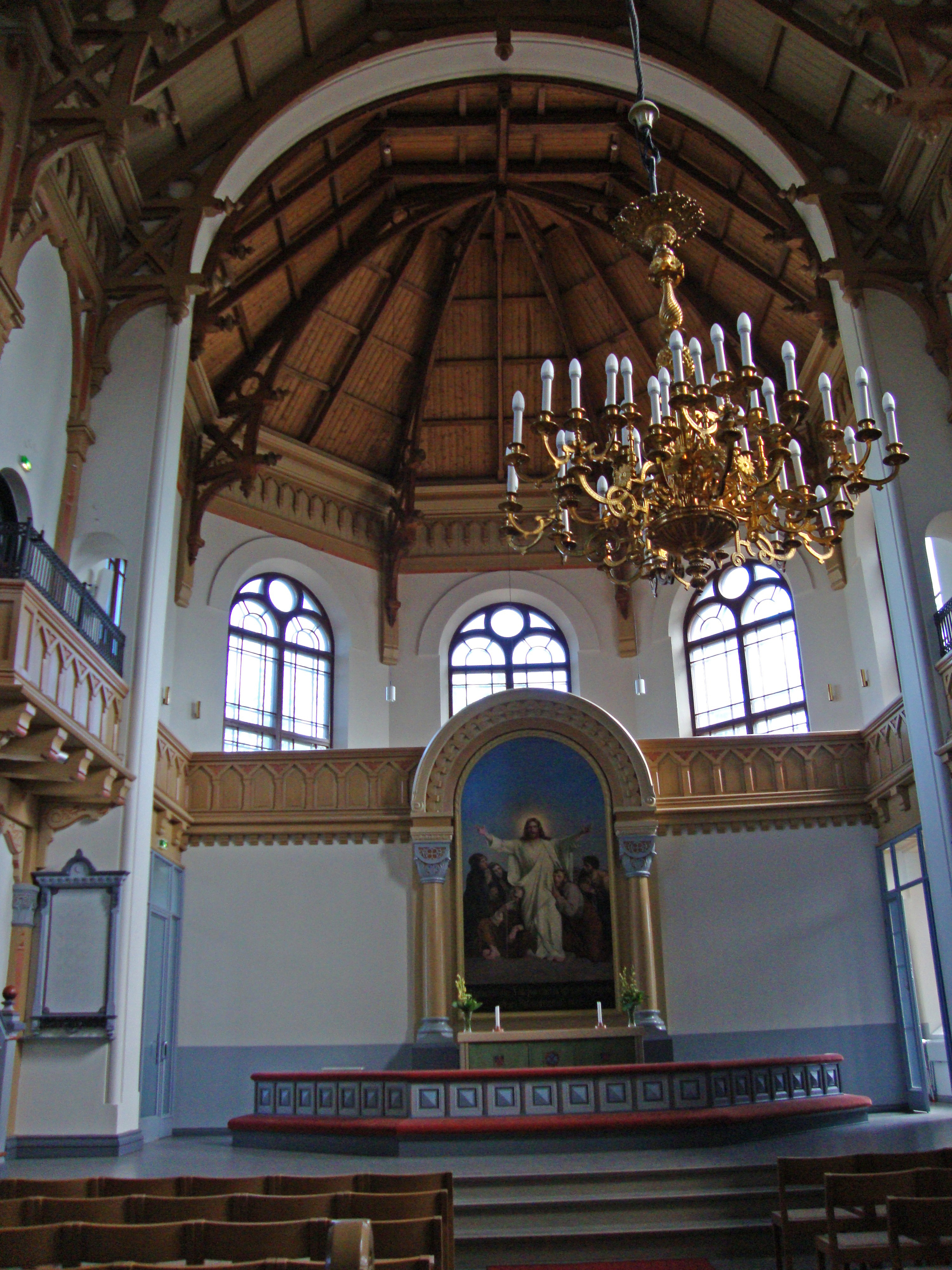
Église de Sipoo

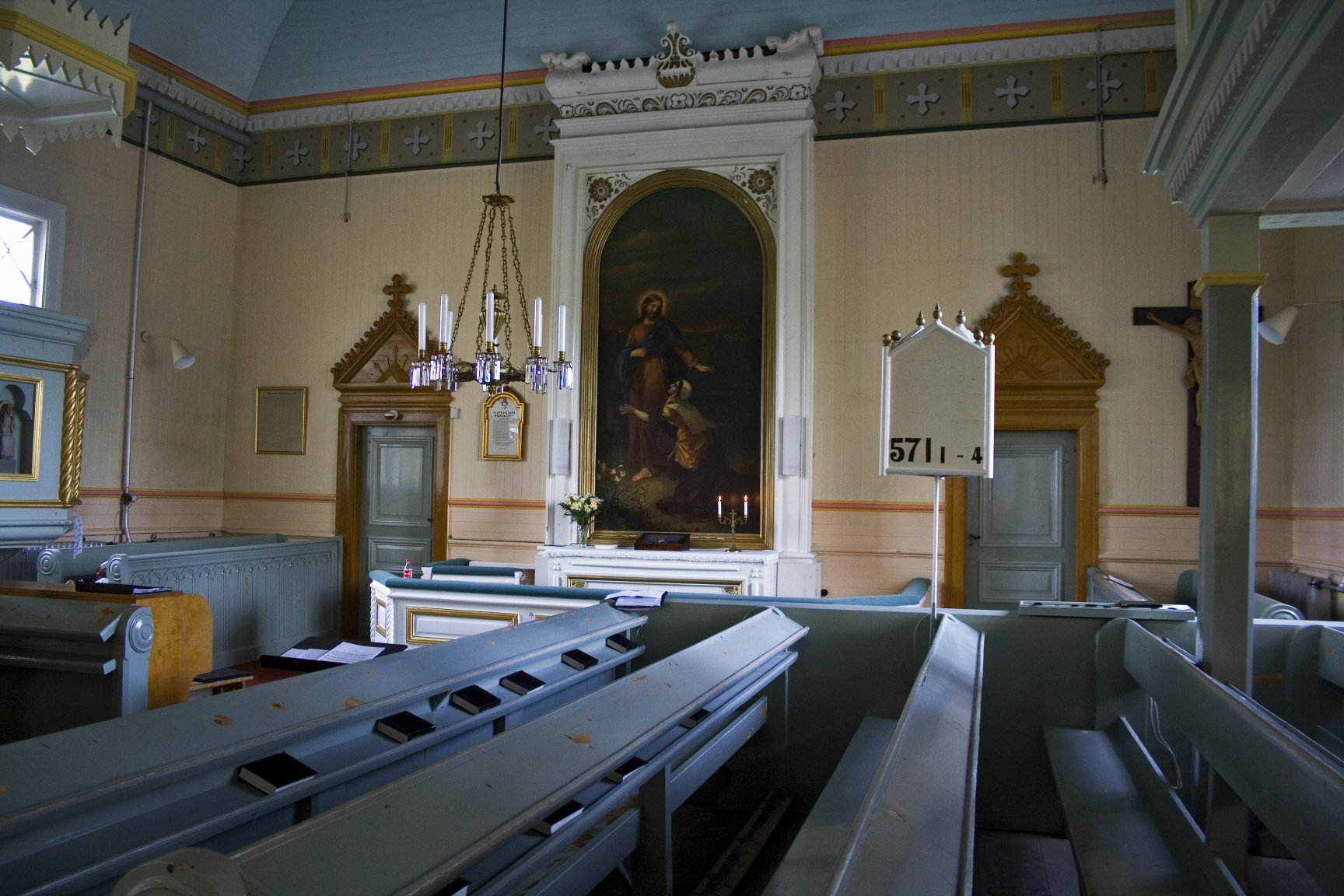
Église de Harjavalta
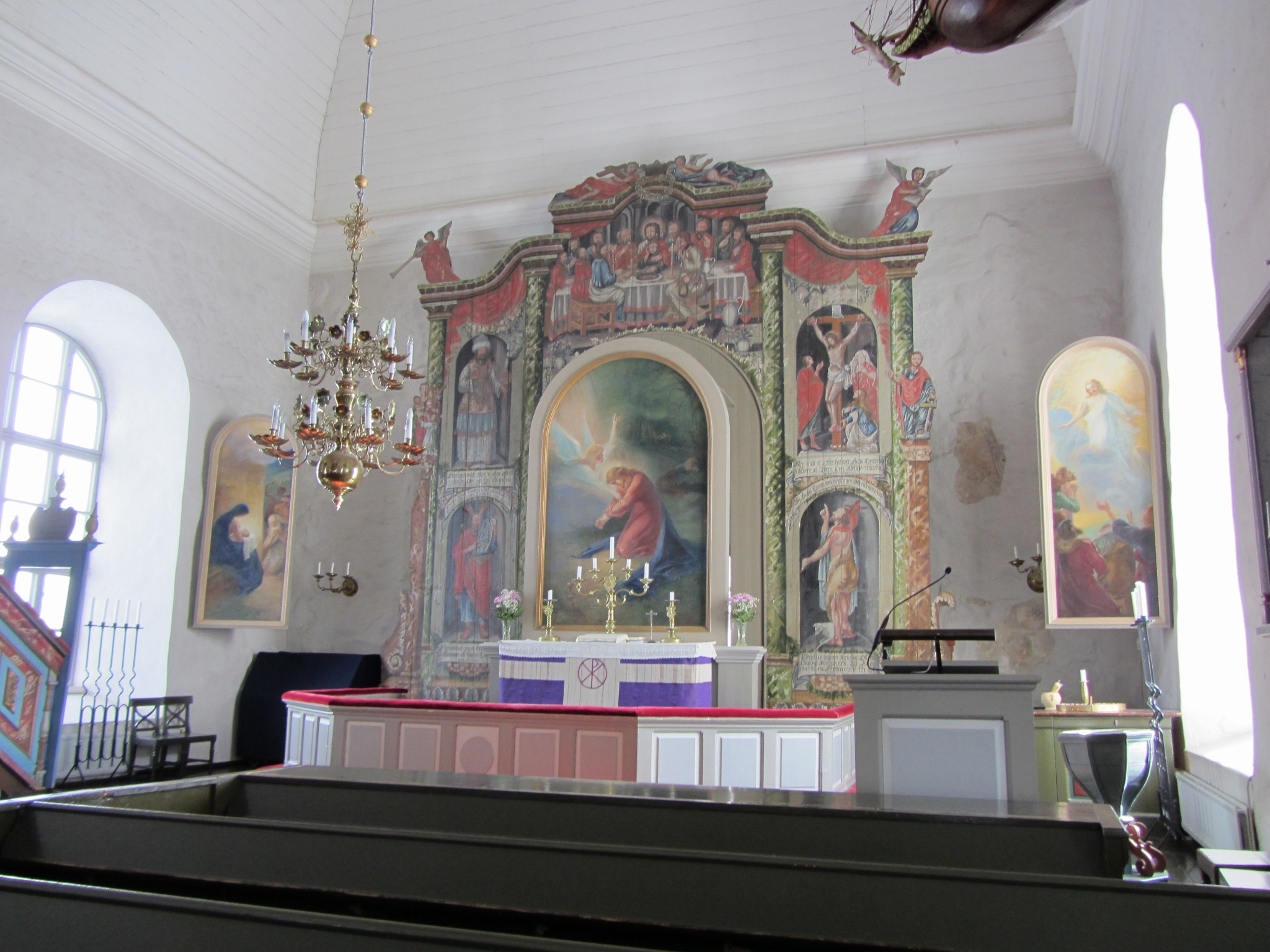
Église de Kaarlela
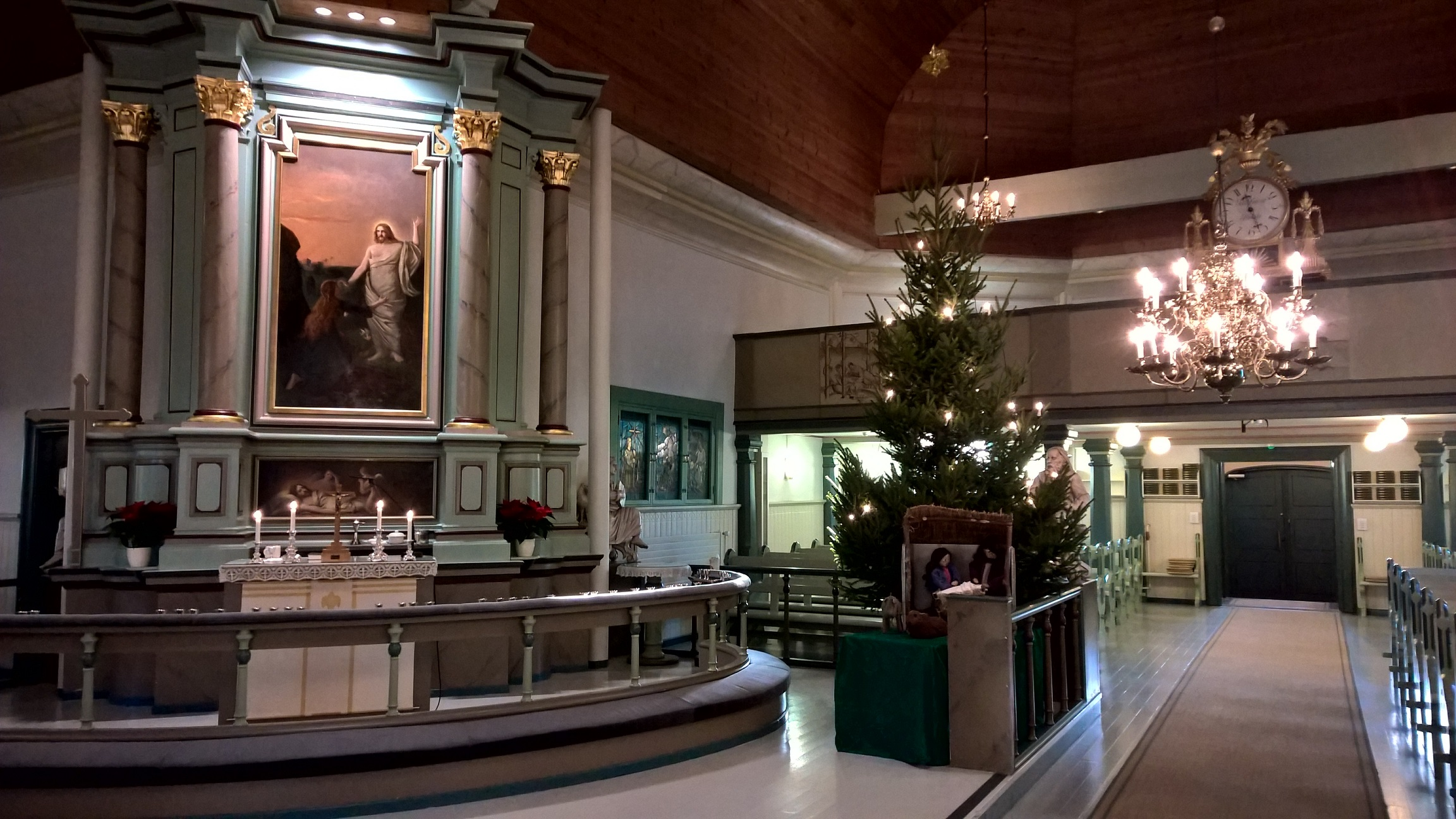
Église d'Ilmajoki

## Prix et récompenses
- Prix Ducat, 1859